# Ahlholm

Ahlholm är en gårdsgrupp i byn Berga i Närpes-delen av den fd. kommunen Pörtom, Österbotten, Västra Finlands län .